# کاکا (بازیکن فوتبال، زاده ۱۹۸۱)
کاکا (به پرتغالی: Claudiano Bezerra da Silva) مدافع اهل برزیل است که در شهر São José do Belmonte و در تاریخ ۱۶ مهٔ ۱۹۸۱ به دنیا آمده‌است.
کاکا در تیم‌های فوتبال União Bandeirante سابقهٔ حضور دارد.